# Morărești (Aranyosszohodol község)
Morărești falu Romániában, Erdélyben, Fehér megyében. Közigazgatásilag Aranyosszohodol községhez tartozik.

## Fekvése
Luminești mellett fekvő település.

## Története
Morăreşti korábban Luminești része volt. 1956 körül vált külön településsé 106 lakossal. 1966-ban 96, 1977-ben 81, 1992-ben 55, a 2002-es népszámláláskor 47 román lakosa volt.